# Biscutella
Biscutella L.  är ett släkte av korsblommiga växter. Biscutella ingår i familjen korsblommiga växter.

## Beskrivning
De långsmala bladen är hos somliga arter jämna, hos andra naggade. De sitter växelvis riktade längs efter stjälken.
Blommorna är tvåkönade och har fyra gula kronblad. Pistillen har ett enkelt märke. Fruktämnet har två fröanlag, som vid mognad utvecklas till en tvårummig kapsel med ett frö i varje rum. När fröna faller ut från en mogen kapsel följer kapselväggarna med som ett slags vingar, men själva fröet saknar egna vingar.
Utlöpare ovan mark.
Kromosomtal 2n = 8, 12, 16, 18, 36 eller 54.

### Som värdväxt
Larver av vissa fjärilar som specialiserat sig på bl a Biscutella laevigata är:
- Anthocharis belia
- Euchloe ausonia
- Euchloe tagis

## Habitat
Syd- och Centraleuropa och österut till Anatolien samt i Nordafrika med tyngdpunkten i medelhavsområdet.

## Etymologi

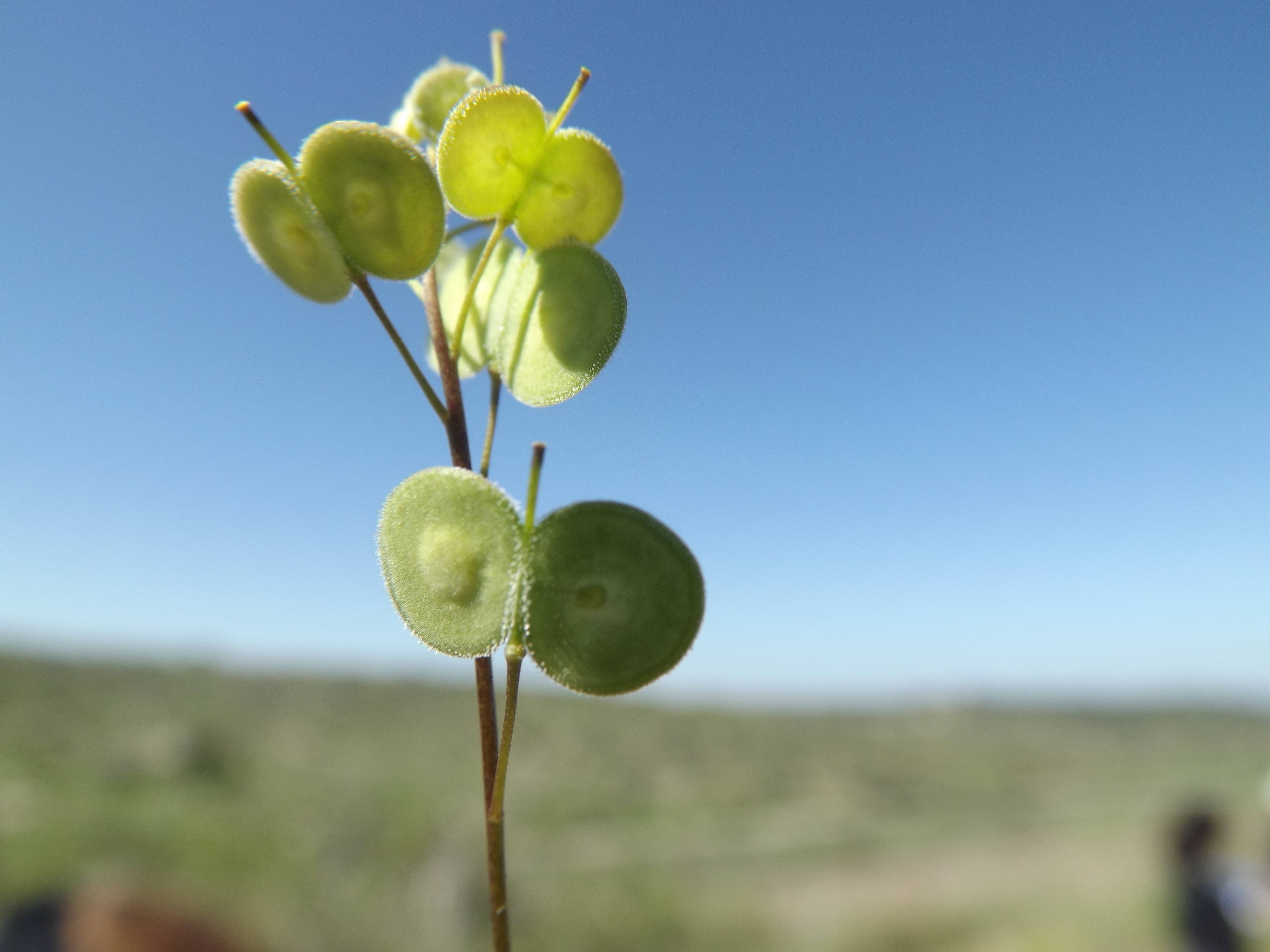
"Två brickor"
(Biscutella didyma)

Släktnamnet Biscutella kommer av latin bi = två + scutella = fat, bricka.

## Bilder

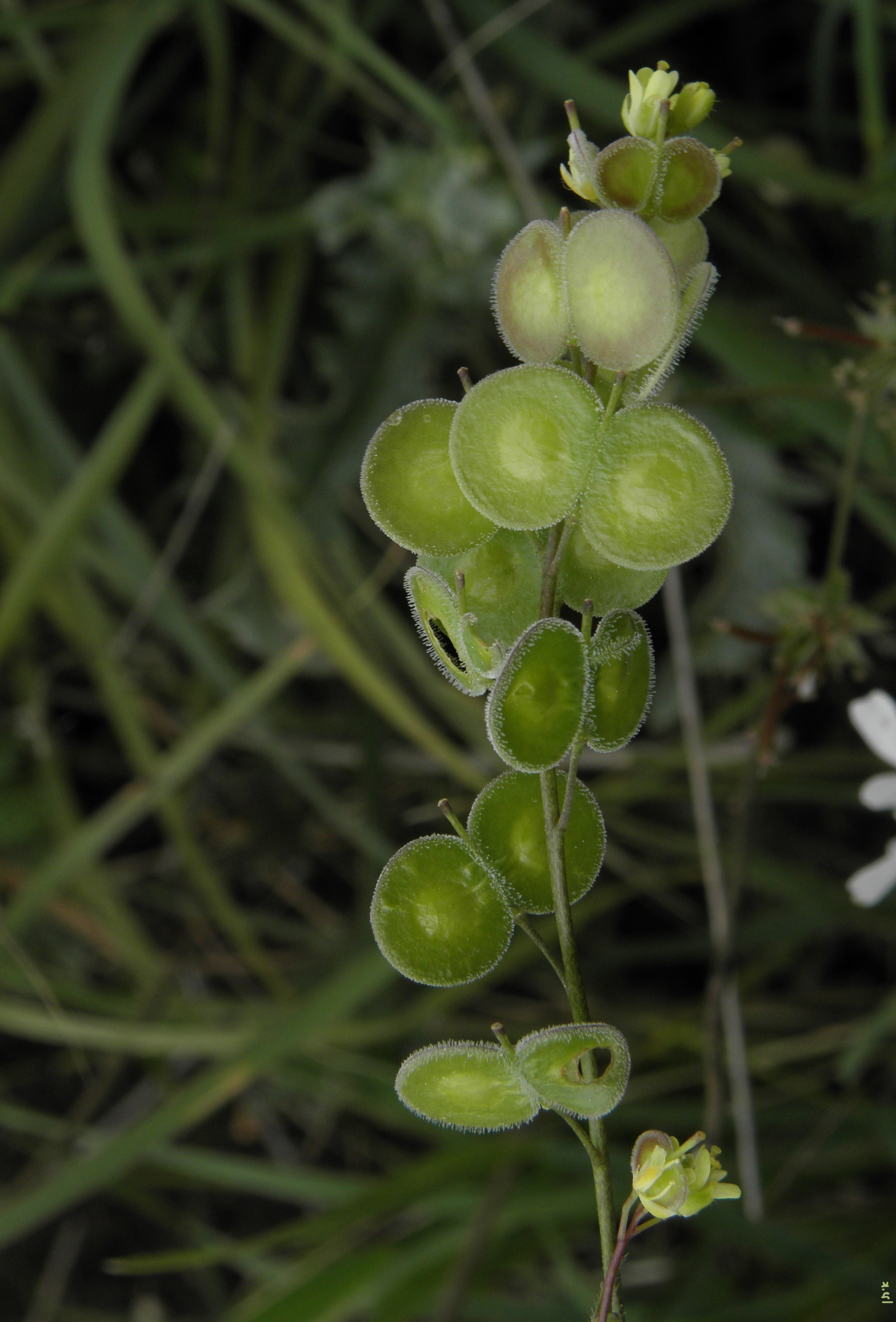
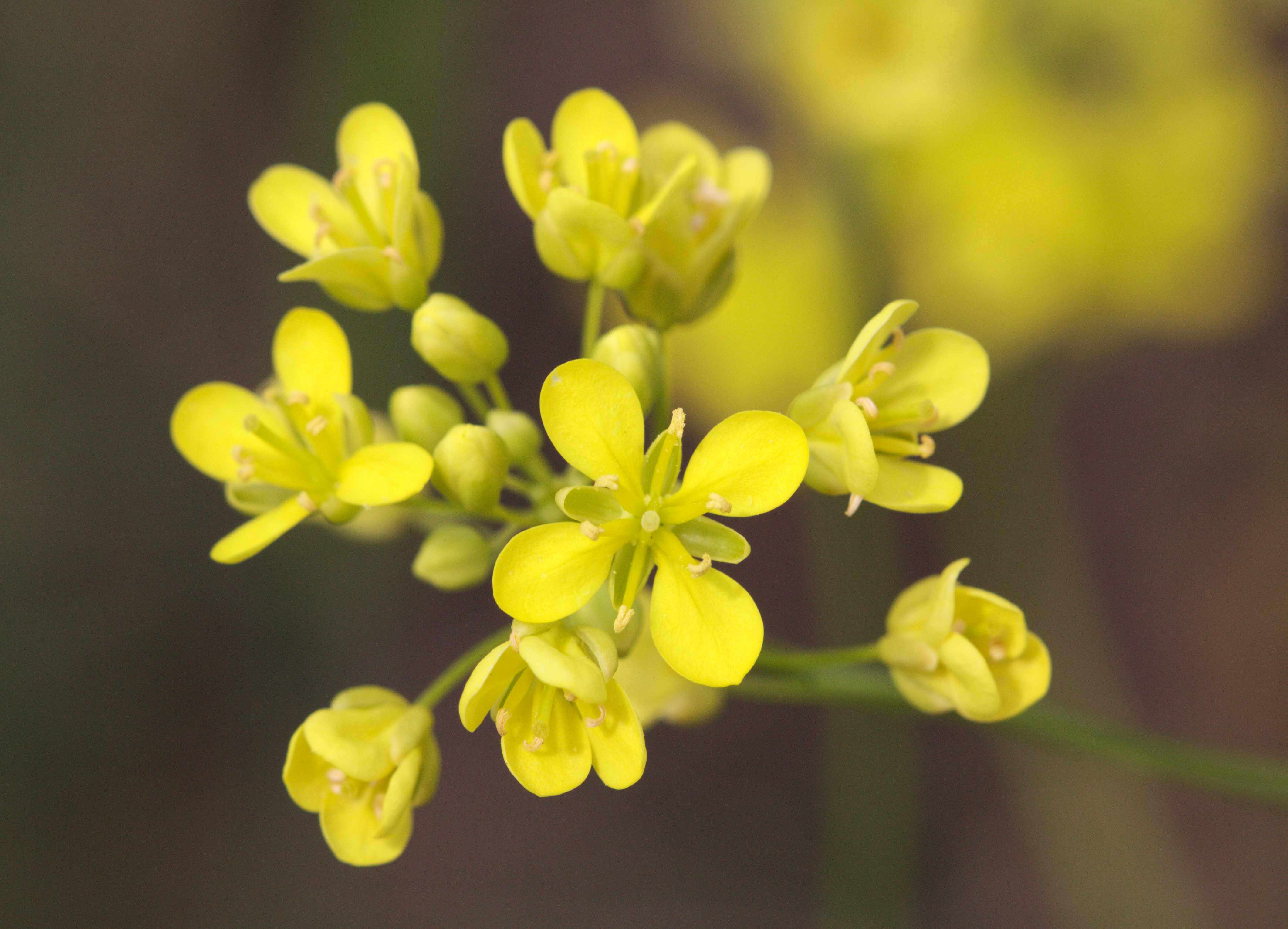
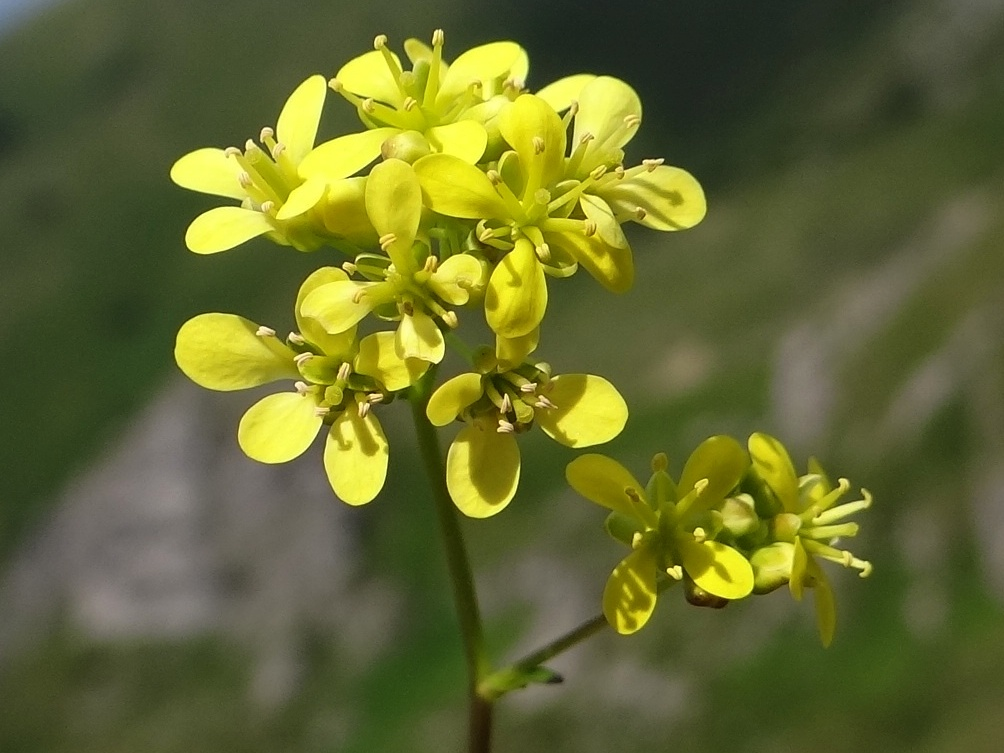
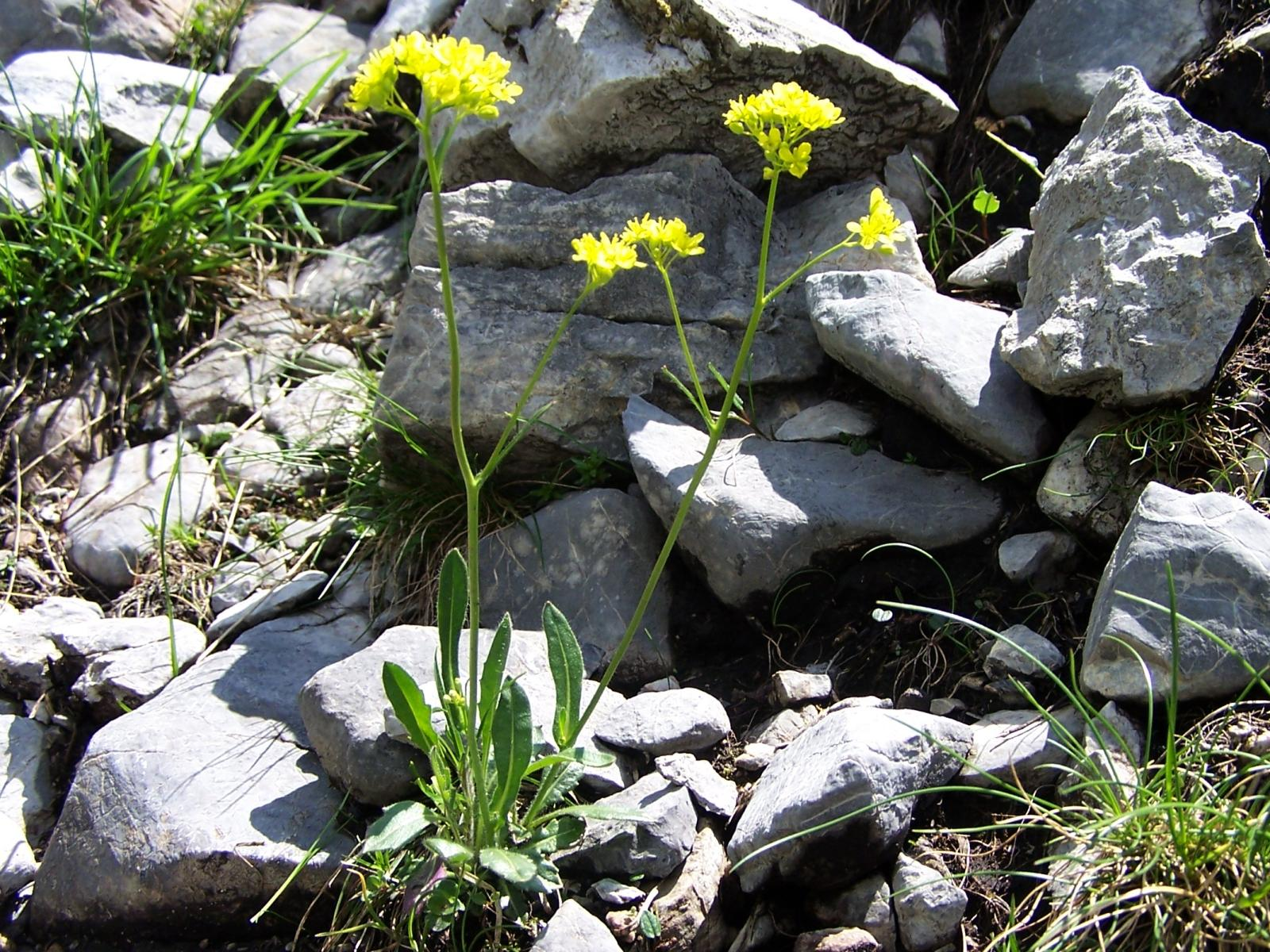
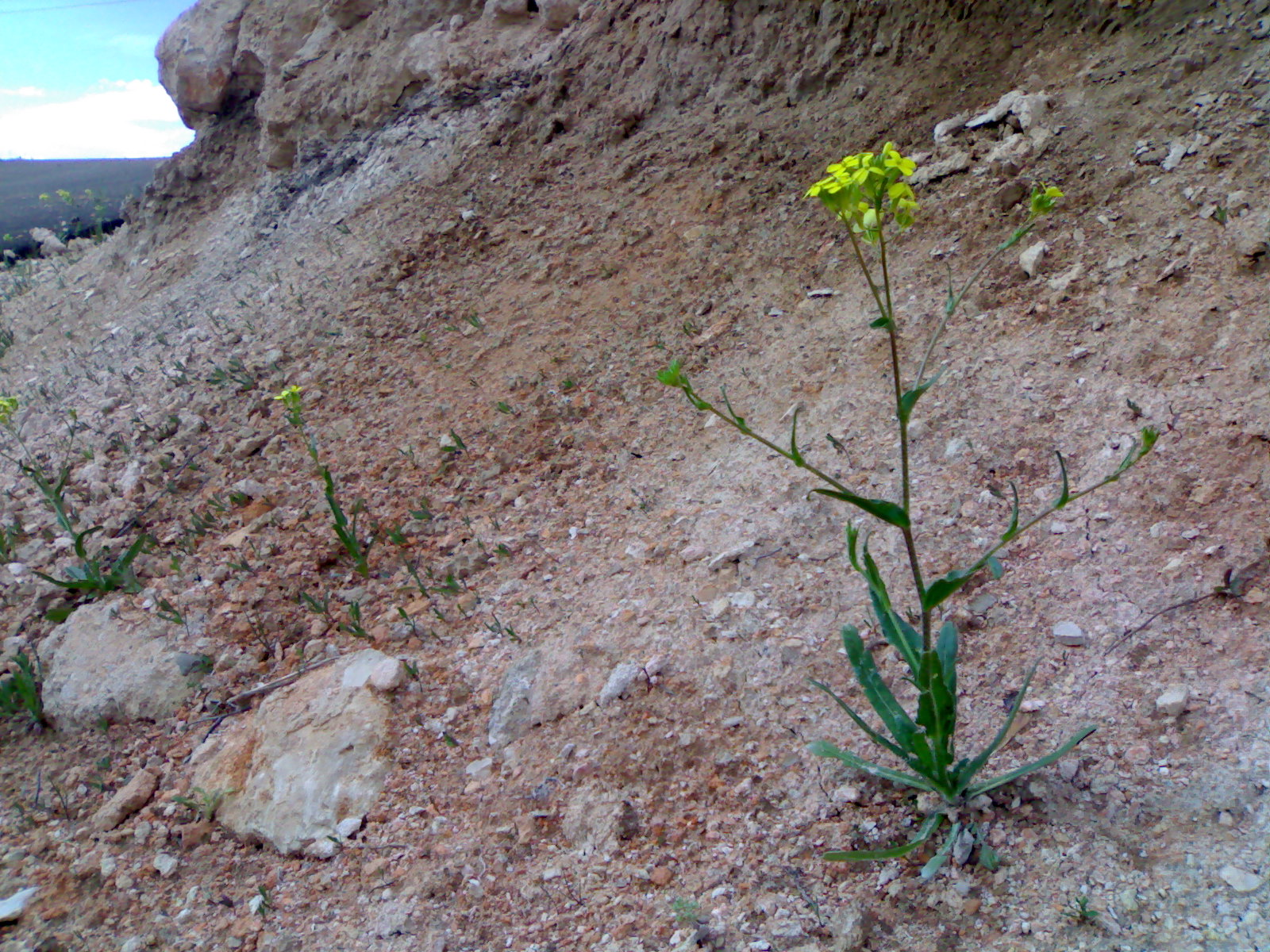

## Dottertaxa tillBiscutella, i alfabetisk ordning[1]
- Biscutella alcarriae A.Segura, 1988
- Biscutella alireza-dadjua Parsa, 1966
- Biscutella ambigua DC., 1811
- Biscutella apuana Raffaelli, 1993.
  - Finns i södra Frankrike och norra Italien
- Biscutella arvernensis Jord., 1864.
  - Finns i Auvergne i Frankrike.
- Biscutella atlantica (Marie) Greuter & Burdet, 1983.
  - Finns i Marocko
- Biscutella atropurpurea
- Biscutella auriculata L., 1753. Uppdelad i 2 underarter.
  - Finns i Frankrike, Portugal, Spanien och Nordafrika
- Biscutella baetica Boiss. & Reut., 1854.
  - Finns i Algeriet, Marocko och Spanien
- Biscutella bilbilitana Mateo & Crespo, 2000.
  - Finns på Balearerna och Iberiska halvön
- Biscutella brevicaulis Jord., 1864.
  - Finns i Frankrike och Italien
- Biscutella brevicalcarata
- Biscutella brevicaulis
- Biscutella brevifolia (Rouy & Foucaud) Guinea, 1895.
  - Finns i Frankrike och Spanien
- Biscutella brevicalcarata (Batt.) Batt., 1888. 
  - Finns i Algeriet och Marokko
- Biscutella calduchii
- Biscutella caroli-pauana
- Biscutella cichoriifolia Loisel., 1810.
  - Finns på Balearerna, i Baltikum, Frankrike, på Iberiska halvön, i Italien och Schweiz
- Biscutella conquensis Mateo & M.B.Crespo, 2000.
  - Finns på Balearerna och Iberiska halvön
- Biscutella controversa Boreau, 1857.
  - Finns i Frankrike och Spanien
- Biscutella coronopifolia (L., 1771) Willd., 1800.
  - Finns i Frankrike, Italien och Spanien
- Biscutella depressa
- Biscutella didyma (L., 1753) Scop., 1772 Uppdelad i 2 underarter.
  - Finns i Nordafrika, Sydeuropa och Västasien
- Biscutella divionensis Jord., 1864.
  - Finns i Frankrike
- Biscutella dufourii Mateo & M.B.Crespo, 1993. Finns på Balearerna och Iberiska halvön
- Biscutella ebusitana Rosselló, N.Torres & L.Sáez, 1999.
  - Finns på Balearerna och Iberiska halvön
- Biscutella eriocarpa
- Biscutella flexuosa
- Biscutella fontqueri Guinea & Heywood, 1963.
  - Finns på Balearerna och Iberiska halvön
- Biscutella frutescens Coss., 1849.
  - Finns i Algeriet, Marocko och Spanien
- Biscutella glacialis (Boiss. & Reut.) Jord., 1864.
  - Finns i södra Spanien.
- Biscutella gredensis
- Biscutella guillonii
- Biscutella hozensis Mateo & M.B.Crespo, 1993.
  - Finns på Balearerna och Iberiska halvön
- Biscutella incana
- Biscutella intermedia Gouan, 1773.
  - Finns i Frankrike och Spanien
- Biscutella laevigata L., 1813.
  - Finns på Balearerna och Iberiska halvön
  - Ett flertal underarter finns i Sydeuropa, Centraleuropa och Östeuropa
- Biscutella lamottei
- Biscutella lusitanica Jord., 1864.
  - Finns i Portugal och Spanien
- Biscutella lyrata L., 1771.
  - Finns på Balearerna och Iberiska halvön
- Biscutella maritima
- Biscutella mediterranea
- Biscutella megacarpaea Boiss. & Reut., 1854.
  - Finns i södra Spanien
- Biscutella mollis
- Biscutella morisiana
- Biscutella neustriaca
- Biscutella pichiana
- Biscutella prealpina
- Biscutella raphanifolia
- Biscutella rotgesii
- Biscutella scaposa Sennen ex Mach.-Laur., 1926.
  - Finns i Frankrike och Spanien
- Biscutella sclerocarpa
- Biscutella segurae Mateo & M.B.Crespo. 2000.
  - Finns på Balearerna och Iberiska halvön
- Biscutella sempervirens (Loefl. ex L.) Heywood
Carl von Linné|L.) DC. 1821.
  - Finns i Baltikum och Spanien
- Biscutella turolensis
- Biscutella valentina (Loefl. ex L.) Heywood, 1962.
  - Finns i sydvästra Frankrike, Portugal och Spanien
- Biscutella variegata Boiss. & Reut., 1854.
  - Finns i Portugal och Spanien
- Biscutella vicentina (Samp.) Rothm. ex Guinea, 1963.
  - Finns i sydvästra Portugal